# Sinocaryanda
Sinocaryanda is een geslacht van rechtvleugeligen uit de familie veldsprinkhanen (Acrididae). De wetenschappelijke naam van dit geslacht is voor het eerst geldig gepubliceerd in 2007 door Mao & Ren.

## Soorten
Het geslacht Sinocaryanda  is monotypisch en omvat slechts de volgende soort:
- Sinocaryanda macrocercusa (Mao & Ren, 2007)